# Ansgar Thiel

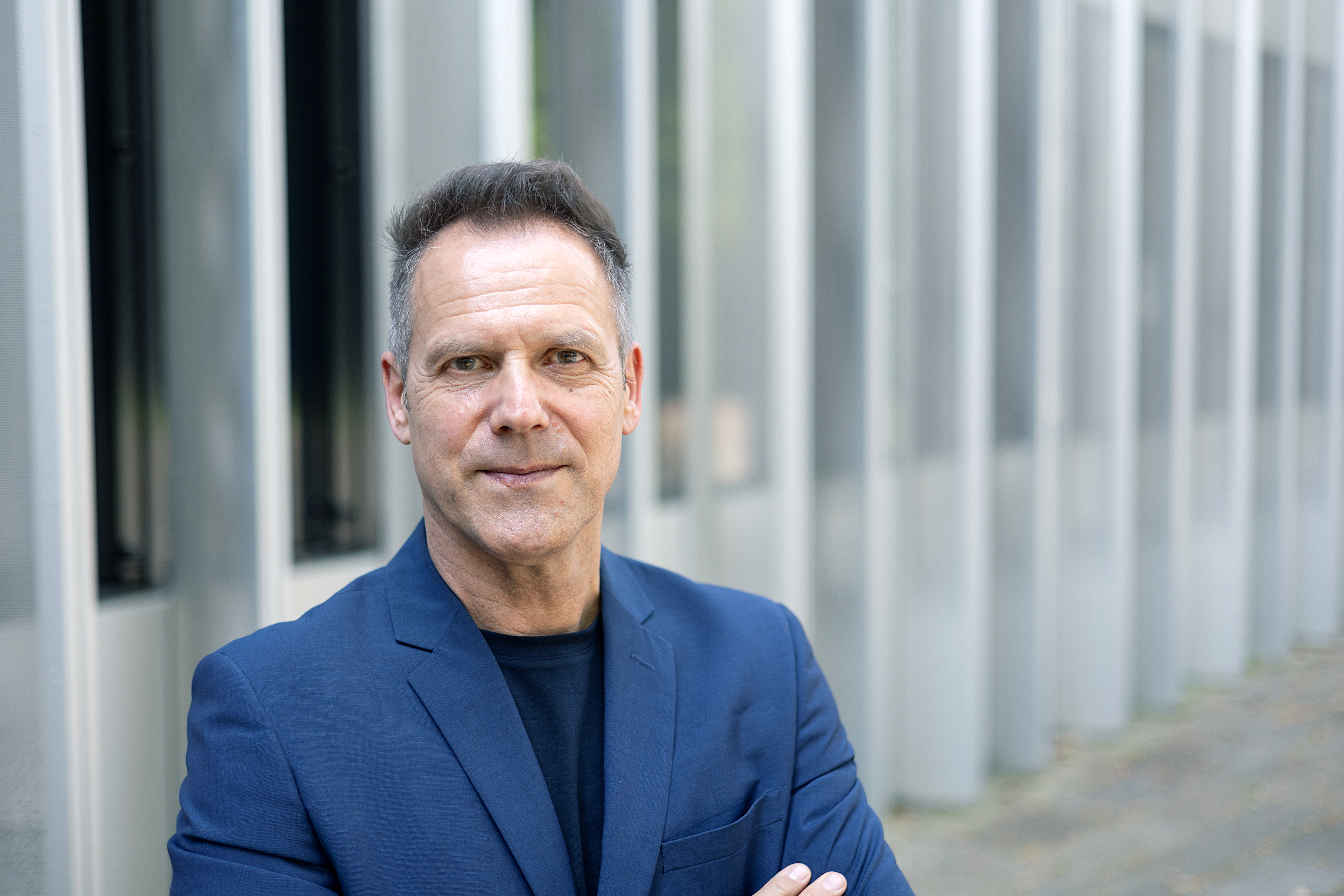

Ansgar Thiel (* 6. November 1963 in Laupheim) ist ein deutscher Sportwissenschaftler. Seit 20. Mai 2024 ist er Rektor der Deutschen Sporthochschule Köln. Zuvor war er hauptamtlicher Dekan der Wirtschafts- und Sozialwissenschaftlichen Fakultät der Eberhard Karls Universität Tübingen und von 2010 bis 2022 Direktor des Instituts für Sportwissenschaft an der Universität Tübingen.

## Ausbildung und Werdegang
Ansgar Thiel studierte Sportwissenschaft, Psychologie und Psychogerontologie an der Universität Tübingen und der Universität Erlangen-Nürnberg. Er promovierte und habilitierte an der Universität Bielefeld. Nach einer Lehrstuhlvertretung war er Professor für Sportsoziologie an der Technischen Universität Chemnitz. 2004 wurde er zum Professor für Sozial- und Gesundheitswissenschaften am Institut für Sportwissenschaft der Eberhard Karls Universität Tübingen berufen. Seit 20. Mai 2024 ist er Universitätsprofessor an der Deutschen Sporthochschule Köln. Er forscht heute zum gesellschaftlichen Wandel und dessen Auswirkungen auf Sport, Körper und Gesundheit. Für seine wissenschaftlichen Arbeiten erhielt er u. a. den Dissertationspreis sowie den Habilitationspreis der Westfälisch-Lippischen Universitätsgesellschaft.
Von 2010 bis zum 30. September 2022 war er Direktor des Instituts für Sportwissenschaft an der Universität Tübingen. Vom 1. Oktober 2022 bis zum 19. Mai 2024 war er hauptamtlicher Dekan der Wirtschafts- und Sozialwissenschaftlichen Fakultät der Eberhard Karls Universität Tübingen.
Am 30. Januar 2024 haben die Mitglieder der Hochschulwahlversammlung Thiel in der Nachfolge von Heiko Strüder zum neuen Rektor der Deutschen Sporthochschule Köln gewählt. Die Amtsübergabe erfolgte am 17. Mai 2024.

## Forschungsgebiete
Die Forschungsschwerpunkte von Ansgar Thiel liegen auf sozial- und gesundheitswissenschaftlichen Fragen zu Sport, Gesundheit und Körper. Er war u. a. Leiter interdisziplinärer Studien zum Spitzensport (z. B. GOAL Study), zu den sozialen Bedingungen und Effekten körperlicher Aktivität, zur individuellen biopsychosozialen Anpassung an körperliches Training (iReAct Study), zu Sport und Aktivität im Alter sowie zu alters- und gewichtsbezogener Stereotypisierung. Ansgar Thiel hat außerdem verschiedene Arbeiten zur Soziologie des Konflikts publiziert.

## Publikationen (Auswahl)
- mit Barbara Munz: Individualized training as a biopsychosocial challenge – interlinking epigenetics, social sciences and psychology in sport scientific research. In: European Journal for Sport and Society. Bd. 15, Nr. 3, 2018, S. 211–215, doi:10.1080/16138171.2018.1500116.
- mit Hendrik K. Thedinga, Harald Barkhoff, Katrin Giel, Olesia Schweizer, Syra Thiel & Stephan Zipfel: Why are some groups physically active and others not? A contrast group analysis in leisure settings. In: BMC Public Health. Bd. 18, 2018, Artikel-Nummer 377, doi:10.1186/s12889-018-5283-2.
- mit Hendrik K. Thedinga, Samantha L. Thomas, Harald Barkhoff, Katrin E. Giel, Olesia Schweizer, Syra Thiel & Stephan Zipfel: Have adults lost their sense of play? An observational study of the social dynamics of physical (in)activity in German and Hawaiian leisure settings. In: BMC Public Health. Bd. 16, 2016, Artikel-Nummer 689, doi:10.1186/s12889-016-3392-3.
- mit Astrid Schubring, Sven Schneider, Stephan Zipfel & Jochen Mayer: Health in elite sports – a „bio-psycho-social“ perspective. In: Deutsche Zeitschrift für Sportmedizin. Bd. 66, Nr. 9, 2015, S. 241–248, doi:10.5960/dzsm.2015.194.
- mit Klaus Seiberth & Jochen Mayer: Sportsoziologie (= Sportwissenschaft studieren. 8). Meyer & Meyer, Aachen u. a. 2013, ISBN 978-3-89899-639-6 (3. Auflage. ebenda 2023, ISBN 978-3-8403-7854-6).
- mit Karl-Heinrich Bette & Felix Kühnle: Dopingprävention. Eine soziologische Expertise. transcript, Bielefeld 2012, ISBN 3-8376-2042-5.
- mit Wolfgang Schlicht: Projekt Ruhestand. Was ich schon immer machen wollte. Messidor, Stuttgart 2008, ISBN 978-3-936682-69-4.
- Soziale Konflikte. transcript, Bielefeld 2003, ISBN 3-933127-21-1.
- mit Klaus Cachay: Soziologie des Sports. Zur Ausdifferenzierung und Entwicklungsdynamik des Sports der modernen Gesellschaft. Juventa, Weinheim und München 2000, ISBN 3-7799-1469-7.